# Выставочный зал «Домик Чехова»
Вы́ставочный зал «До́мик Че́хова» — выставочное пространство, расположенное в доме на улице Малая Дмитровка, где с 1890 по 1892 год проживал писатель Антон Чехов.
По состоянию на 2019-й в здании экспонируются полотна картинной галереи художника Василия Нестеренко. Дом признан объектом культурного наследия народов России федерального значения и охраняется государством.

## История
Двухэтажный каменный особняк был построен в 1874 году по заказу купца и домовладельца Владимира Фирганга. С двух сторон к особняку примыкают флигели, в одном из которых с 1890 по 1892 год жил Антон Чехов. Писатель снял квартиру после своей поездки по Сахалину, где он изучал жизнь ссыльных и каторжных Российской Империи
. В 1892-м Чехов покинул квартиру на Дмитровке и переехал в усадьбу Мелихово.
Живу я теперь на Малой Дмитровке; улица хорошая, дом особнячок, два этажа. Пока не скучно, но скука уже заглядывает ко мне в окно и грозит пальцем.Антон Чехов о своей жизнь в доме Фирганга
Проживая в доме Фирганга, Чехов написал такие повести и рассказы, как «Остров Сахалин», «Попрыгунья», «Дуэль», «Палата № 6». Во флигеле на Малой Дмитровке бывали многие литераторы и деятели искусства, с которыми встречался здесь Антон Павлович: Владимир Короленко, Дмитрий Григорович, Владимир Гиляровский, Пётр Боборыкин, Александр Ленский, Исаак Левитан.
Во второй половине 1910-х годов дом был выкуплен почётным гражданином Москвы И. Е. Рахмановым, а с 1918 по 1990-е годы в нём находились коммунальные квартиры, где проживали обыкновенные москвичи.
По состоянию на 2019-й на стене дома размещена памятная доска с барельефом Антона Чехова.

## Современность
Начиная с 2000-х по 2017 года здание входило в состав Музейно-выставочного объединения «Манеж», сдающего залы особняка под временные экспозиции. С 2006 по 2015-й в стенах комплекса были представлены работы Полины Лобачевской и художников-нонкомформистов, а также проходили выставки современного искусства. Затем в здании располагалась коллекция закрытого на реконструкцию Государственного музея Владимира Маяковского.
В 2017 году «Домик Чехова» передан картинной галерее Василия Нестеренко. В настоящее время в выставочном зале проводятся сменные экспозиции работ художника Василия Нестеренко, творческие встречи с автором, спектакли, концерты, лекции, литературные вечера.